# Brandon de León
Brandon Andrés de León Ramos (30 settembre 1993) è un calciatore guatemalteco, centrocampista del Marquense.